# جيريمي باتي
جيريمي باتي (15 مايو 1971 في المملكة المتحدة - ) (بالإنجليزية: Jeremy Batty)‏ هو لاعب كريكت بريطاني. لعب مع نادي مقاطعة يوركشاير للكريكت ‏ ونادي مقاطعة سومرست للكريكت ‏ وBuckinghamshire County Cricket Club ‏.

## وصلات خارجية
- جيريمي باتي على موقع إي آس بي آن كريك إنفو (الإنجليزية)